# Evelyn Bryan Johnson
Evelyn Stone Bryan Johnson (Corbin (Kentucky), 4 november 1909 - Morristown (Tennessee), 10 mei 2012), bijnaam "Mama Bird", was de vrouwelijke piloot met het meeste aantal vlieguren ter wereld. Ze was een kolonel in de Amerikaanse Civil Air Patrol en een van de oprichters van het Morristown Tennessee Civil Air Patrol squadron.

## Levensloop
Johnson (geboortenaam Evelyn Stone) werd geboren in Corbin, Kentucky. Ze studeerde af van het Tennessee Wesleyan College. Als jonge vrouw doceerde zij in Etowah, Tennessee. Later ging zij naar de University of Tennessee.
Ze trouwde Wyatt Jennings "W.J." Bryan en in 1944 leerde zij vliegen, terwijl haar man diende in het Army Air Corps. Het echtpaar woonde in Jefferson City, Tennessee. Ze heeft 57.635,25 vlieguren gelogd en was de oudste vlieginstructeur in de wereld. Ze heeft meer piloten opgeleid en nam meer FAA examens dan welke andere piloot. Zij is genoemd in het Guinness Book of World Records als het hebben van de meeste vlieguren van elke vrouw en het grootste deel van alle levende personen. Johnson werd ingewijd in de Women in Aviation Pioneers Hall of Fame, de Tennessee en Kentucky luchtvaart halls of fame en anderen. Ze werd bekroond met een bronzen Carnegie Medaille voor het redden van een helikopterpiloot nadat hij crashte.
Johnson werd in 1953 manager van de luchthaven Moore-Murrell airport in Morristown, Tennessee. Ze vloog tot ver over haar 90ste jaar, ondanks het feit dat ze problemen kreeg met haar gezichtsvermogen. Ze is pas gestopt met vliegen toen ze 96 jaar was en door een auto-ongeluk een beenamputatie moest ondergaan. Desondanks bleef ze de luchthaven beheren.
Op 21 juli 2007 werd Johnson ingewijd in het Nationaal Luchtvaart Hall of Fame in Dayton, Ohio, samen met astronaut Sally Ride en avonturier Steve Fossett, onder anderen. De inductie was voor haar een zesde dergelijke eer.
Johnsons plakboeken, memorabilia en andere documenten uit de periode 1930-2002 zijn ondergebracht in de Archives of Appalachia op East Tennessee State University.

## Overlijden
Johnson overleed in 2012 op 102-jarige leeftijd.